# Nightmares as Extensions of the Waking State
Nightmares as Extensions of the Waking State trinaesti je studijski album švedskog metal-sastava Katatonia. Diskografska kuća Napalm Records objavila ga je 6. lipnja 2025.
Prvi je album skupine u čijoj izradi nije sudjelovao glazbenik Anders Nyström, jedan od njezinih osnivača, koji je napustio sastav u ožujku 2025.

## O albumu
U ožujku 2025. Anders Nyström, gitarist i jedan od osnivača sastava, izjavio je da je napustio Katatoniju jer nije bio zadovoljan time što preostali članovi nisu htjeli izvoditi starije pjesme na koncertima. Skupina je u travnju te godine najavila da će 6. lipnja te godine objaviti novi album i predstavila je svoju novu postavu; Nyströma i drugog gitarista Rogera Öjerssona zamijenili su Nico Elgstrand i Sebastian Svalland.
Objavi albuma prethodila su tri singla. „Lilac” je objavljen 8. travnja uz popratni glazbeni spot, „Temporal” je izdan 7. svibnja, a 4. lipnja 2025., dva dana prije samog albuma, objavljena je pjesma „Wind of No Change”, također uz popratni glazbeni spot.

## Popis pjesama
Sve je pjesme napisao Jonas Renkse. Pjesmu „Efter solen” napisao je s Joakimom Karlssonom.
| 1.    | »Thrice«                  | 4:39 |
| 2.    | »The Liquid Eye«          | 3:44 |
| 3.    | »Wind of No Change«       | 4:52 |
| 4.    | »Lilac«                   | 4:51 |
| 5.    | »Temporal«                | 4:10 |
| 6.    | »Departure Trails«        | 5:01 |
| 7.    | »Warden«                  | 4:18 |
| 8.    | »The Light Which I Bleed« | 3:56 |
| 9.    | »Efter solen«             | 5:51 |
| 10.   | »In the Event Of«         | 4:53 |
| 46:15 |                           |      |

## Recenzije
| Recenzije       | Recenzije |
| Izvor           | Ocjena    |
| --------------- | --------- |
| Blabbermouth    | 8/10      |
| Distorted Sound | 7/10      |
| Kerrang!        | 3/5       |
| Metal Hammer    | [ 18 ]    |
| Prog            | [ 19 ]    |

Dobio je pozitivne kritike. U osvrtu za Blabbermouth David E. Gehlke dao mu je osam bodova od njih deset napisavši da „ima i više nego dovoljno prepoznatljivih trenutaka, ali i onih koji izazivaju čuđenje” i dodavši da „pokazuju kako se Katatonia želi razvijati, ali da je ipak i dalje jedan od najdosljednije mračnih i melankoličnih sastava u svijetu metala”. Dom Lawson dao mu je četiri zvjezdice od njih pet u recenziji za Prog i izjavio je da je „predivan i zagonetan” te „doista ni po čemu nalik ičemu drugome”.
Distorted Sound dao mu je sedam bodova od njih deset; recenzent je komentirao da „obiluje progresivnim idejama, mračnim ugođajima i melankoličnim melodijama”, ali da pjesme katkad „zvuče izlomljeno, kao da im se dijelovi mogu pomicati i mijenjati”. Rich Hobson dao mu je tri i pol zvjezdice od njih pet uz komentar da se melodije skupine „i dalje odlikuju elegičnom ljepotom i mirnim jadom koji očarava i čudnovato tješi”.
U osvrtu za Kerrang! Olly Thomas dao mu je tri boda od njih pet i izjavio je da „pojedini pasivni trenuci gotovo da uspavljuju, ali [...] mnogo je toga što budi iz sna, a ako ostanete budni i više puta preslušate album, možete očekivati da će vas sve više opčinjavati do sitnih sati”.

## Zasluge
| Katatonia - Jonas Renkse – vokal, klavijatura; snimanje vokala - Niklas Sandin – bas-gitara - Daniel Moilanen – bubnjevi - Nico Elgstrand – gitara - Sebastian Svalland – gitara Dodatni glazbenici - Lawrence Mackrory – dodatni vokal (na pjesmi „Wind of No Change”); snimanje bubnjeva, bas-gitare i gitare - Nina Renkse – dodatni vokal (na pjesmi „Wind of No Change”) | Ostalo osoblje - Adam Noble – miksanje - Joakim Karlsson – miksanje (pjesme „Efter solen”) - Robin Schmidt – mastering - Roberto Bordin – ilustracije, dizajn - Terhi Ylimäinen – fotografija |

## Ljestvice
| Ljestvica                                    | Najviša pozicija |
| -------------------------------------------- | ---------------- |
| Austrija (Ö3 Austria)                        | 10.              |
| Belgija (Flandrija)                          | 164.             |
| Belgija (Valonija)                           | 133.             |
| Njemačka (Offizielle Top 100)                | 10.              |
| Ujedinjeno Kraljevstvo (Independent Albums)  | 11.              |
| Ujedinjeno Kraljevstvo (Rock & Metal Albums) | 6.               |